# 유타 올림픽 오벌

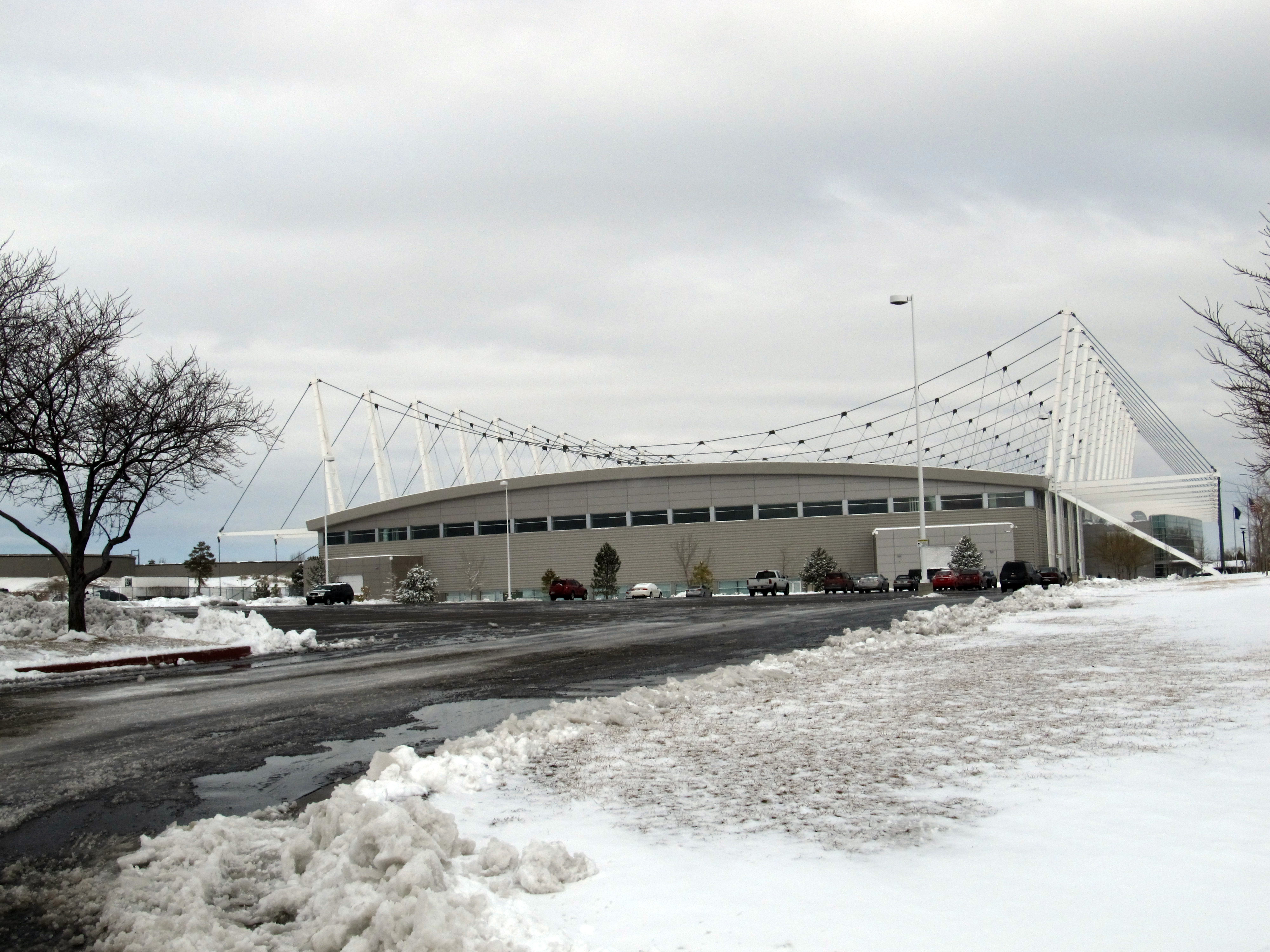
유타 올림픽 오벌

유타 올림픽 오벌(영어: Utah Olympic Oval)은 미국 유타주 솔트레이크시티 남서부의 컨즈에 있는 실내 스피드 스케이팅 경기장으로, 2002년 동계 올림픽 당시 주경기장 중 하나로 선정되었다.

## 같이 보기
- 스피드스케이팅 세계 기록 목록
- 스피드스케이팅 올림픽 기록 목록